# Hapalonychia
Hapalonychia (ang. eggshell nails) – choroba płytek paznokciowych dłoni i stóp polegająca na ich ekstremalnym zmiękczeniu. Paznokcie są też bardzo cienkie. Taki stan paznokci może być efektem anemii i długotrwałego braku żelaza w organizmie; braki siarki, niedoborów mineralnych spowodowanych chronicznymi chorobami żołądka i jelit (celiakia), bądź lokalnym, powtarzającym się kontaktem paznokci ze środowiskiem alkalicznym, ługami bądź olejem mineralnym. Powodami hapalonychii mogą też być wrodzone wady rozwojowe macierzy, chroniczna artroza, nadczynność tarczycy (chroniczna choroba tarczycy), polineuropatie obwodowe, jak również peryferyjne zaburzenia ukrwienia tętniczego (arteriopatia).